# Guido Gallese
Guido Gallese (Genova, 1962. március 18. –) az Alessandriai egyházmegye püspöke, mióta kinevezését 2012. október 20-án bejelentették. Korábban az Egyetem Egyházmegyei Hivatalának igazgatójaként és az egyházmegyei ifjúsági szolgálat vezetőjeként dolgozott.

## Püspöki pályafutása
A 2012. október 20-i bejelentéssel XVI. Benedek pápa nevezte ki Alessandria megválasztott püspökévé. Az egyházmegye 2011 szeptembere óta üresen állt, amikor Giuseppe Versaldi akkori püspököt kinevezték a Szentszék Gazdasági Prefektúrájának elnökévé. November 11-én, vasárnap püspökké emelték, és november 25-én iktatták be és vette birtokba a püspöki széket.

## Fordítás
Ez a szócikk részben vagy egészben  a   Guido Gallese című angol Wikipédia-szócikk ezen változatának fordításán alapul.  Az eredeti cikk szerkesztőit annak laptörténete sorolja fel. Ez a jelzés csupán a megfogalmazás eredetét és a szerzői jogokat jelzi, nem szolgál a cikkben szereplő információk forrásmegjelöléseként.